# Варангал (округ)

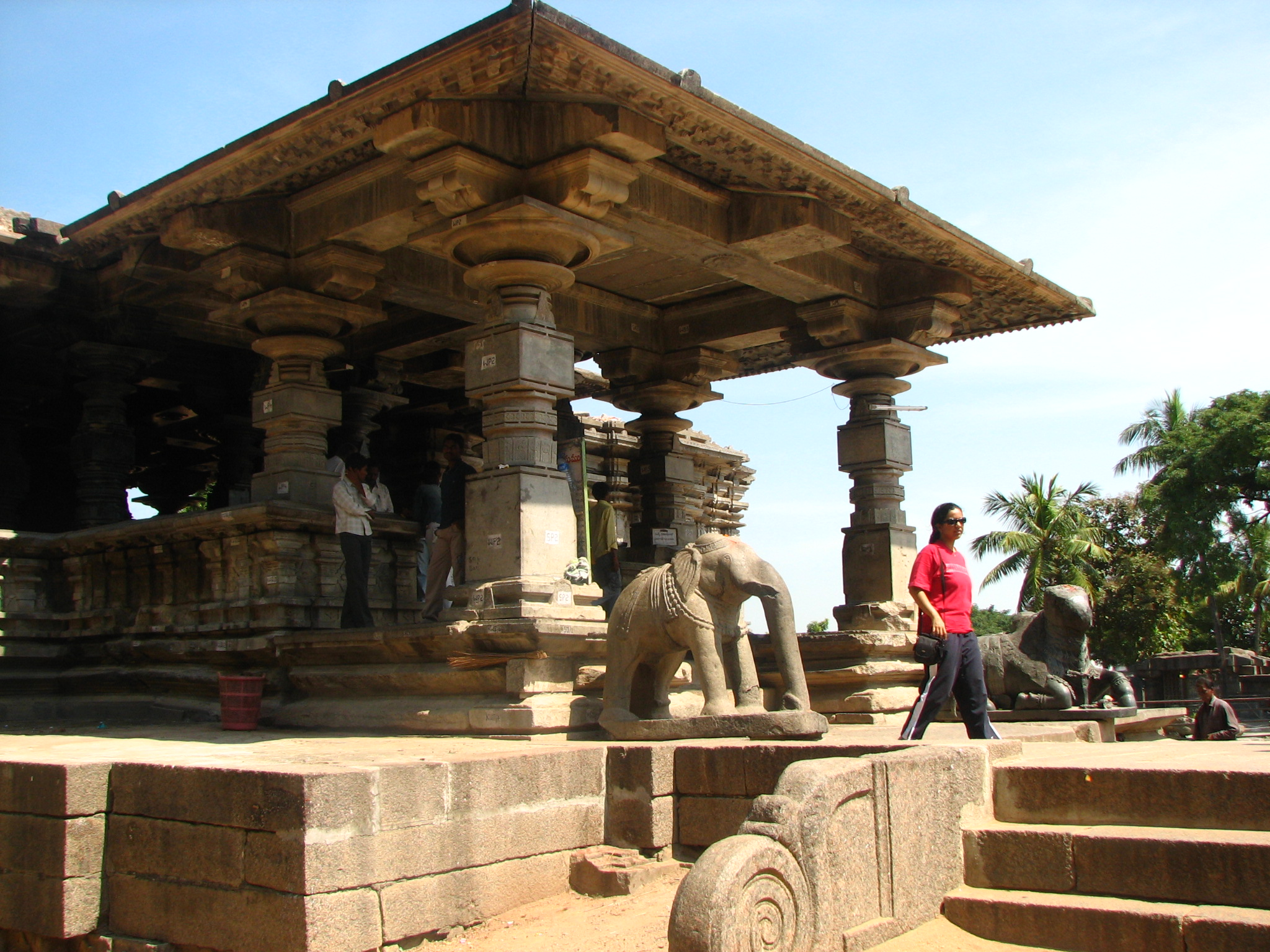
Храм 1000 столбов

Варангал (телугу వరంగల్ జిల్లా; урду وارنگل ضلع‎; англ. Warangal) — округ на севере индийского штата Телангана, до 2014 года входил в юрисдикцию штата Андхра-Прадеш. Административный центр — город Варангал. Площадь округа — 12 847 км². По данным всеиндийской переписи 2001 года население округа составляло 3 246 004 человека. Уровень грамотности взрослого населения составлял 57,1 %, что выше среднеиндийского уровня (59,5 %). Доля городского населения составляла 19,2 %.